# شون شيلدز
شون شيلدز (بالإنجليزية: Sean Shields)‏ (20 يناير 1992 بمنطقة أنفيلد في المملكة المتحدة - ) هو لاعب كرة قدم بريطاني في مركز الوسط. شارك مع منتخب أيرلندا الشمالية تحت 21 سنة لكرة القدم. أما مع النوادي، فقد لعب مع روشدين ودايموندز وبوترز بار تاون وسانت ألبانز سيتي.

## وصلات خارجية
- شون شيلدز على موقع قاعدة بيانات كرة القدم.إي يو (الإنجليزية)
- شون شيلدز على موقع Soccerbase.com (لاعب) (الإنجليزية)